# お
En la escritura japonesa, los caracteres お (hiragana) y オ (katakana) ocupan el quinto lugar en el sistema moderno de ordenación alfabética gojūon (五十音), entre え y か; y el 27º en el poema iroha, entre の y く. En la tabla a la derecha, que sigue el orden gojūon (por columnas, y de derecha a izquierda), se encuentra en la primera columna (あ行, "columna A") y la quinta fila (a la que da nombre: お段, "fila O").
Tanto お como オ provienen del kanji 於.
El carácter を (wo), que actualmente solo se usa como partícula, así como muchas apariciones del carácter ほ (ho) en posición no inicial han sido sustituidos en el japonés moderno por お.
Se utiliza un carácter de menor tamaño, ぉ, ォ; para la formación de nuevos sonidos que no existen en el japonés tradicional, como ツォ (tso).

## Romanización
Según los sistemas de romanización Hepburn, Kunrei-shiki y Nihon-shiki, お, オ se romanizan como "o".

## Escritura
| Escritura de お | Escritura de オ |

El carácter お se escribe con tres trazos:
1. Trazo horizontal de izquierda a derecha.
2. Trazo compuesto por una línea vertical, una pequeña línea diagonal hacia arriba a la izquierda y una curva abierta.
3. Pequeño trazo curvo en la parte derecha del carácter, parecido a un apóstrofo.

El carácter オ se escribe con tres trazos:
1. Trazo horizontal de izquierda a derecha.
2. Trazo vertical de arriba abajo que corta al primer trazo.
3. Comenzando en la intersección, trazo diagonal hacia abajo a la izquierda.

## Otras representaciones
- Sistema Braille:

| － ● ● － －－ |

- Alfabeto fonético: 「大阪のオ」 ("la o de Osaka")
- Código Morse: ・－・・・

- Datos: Q74812813
- Multimedia: お / Q74812813